# داوود در اسلام
از منظر اسلام، داوود پیامبر و فرستاده خدا (الله) و پادشاه صالح الهی پادشاهی متحد اسرائیل است. علاوه بر این، مسلمانان همچنین داوود را به خاطر دریافت وحی الهی زبور گرامی می‌دارند. داوود که شانزده بار در قرآن ذکر شده‌است؛ در کتاب مقدس اسلامی به عنوان حلقه ای از سلسله پیامبرانی که پیش از محمد (ص بودند، ظاهر شده‌است. اگرچه او را معمولاً از پیامبران «شریعت‌دهنده» (اولوا العظم) نمی‌دانند، در روایات متأخر اسلامی او را به دلیل سخت‌گیری در نماز و روزه ستوده‌اند. او همچنین به عنوان فرمانروای عادل و به عنوان نمادی از اقتدار خدا بر روی زمین معرفی می‌شود که در آن واحد یک پادشاه و یک پیامبر بوده‌است. داوود به ویژه برای معماری مذهبی اورشلیم اسلامی اهمیت دارد. داوود بر طبق کتاب مقدس عبری دومین پادشاه پادشاهی متحد اسرائیل و یهودا بود که در حدود سالهای ۱۰۱۰–۹۷۰ پ. م سلطنت کرد.

## نام
شکل عربی داوود در قرآن داوود یا داوود است که با یونانی کوینه: Δαυید و سریانی: ܕܘܝܕ، رومی شده: داوید (که به دنبال عبری: דָּוִד، رومی شده: Dāwīd) متفاوت است. این نام شانزده بار در قرآن آمده‌است.

## روایت داوود در قرآن

محدوده قلمرو نوادگان اسراییل

روایت داوود در قرآن، از بسیاری جهات، مشابه آنچه در کتاب مقدس آمده‌است می‌باشد. او را پیامبر (نبی) و نیز رسول (رسول) نامیده‌اند، داوود در فهرست کسانی است که وحی از جانب خداوند دریافت کرده‌اند. نام او در کنار نام پسرش سلیمان آمده‌است. در جای دیگر، قرآن توضیح می‌دهد که خداوند به هر دوی آنها «حکم صحیح» و «علم» را عطا کرد. با این حال، قرآن همچنین شایستگی‌هایی را به داوود نسبت می‌دهد که او را از سلیمان متمایز می‌کند: داوود جالوت را کشت و وحی الهی به نام «زبور» دریافت کرد. شکل معین الزبور، احتمالاً اشاره ای به مزامیر است (اصطلاح زبور احتمالاً با اصطلاح عبری mizmōr یا سریانی mazmūrā، «زبور» مرتبط است). کوه‌ها و پرندگان خدا را همراه با داوود ستایش کردند خدا به آنها دستور می‌دهد که این کار را انجام دهند؛ خداوند داوود را «نائب» قرار داد، عنوانی که قرآن غیر از داوود این سمت را فقط به آدم می‌دهد. این عنوان حاکی از آن است که به گفته قرآن، داوود چیزی بیش از یک پیام آور بود: او یک رهبر هدایت شده الهی بود که حکومت خدا را بر روی زمین برقرار کرد. «خداوند به او اختیار (ملک) و حکمت (حکمه) داد و هر چه می‌خواست به او آموخت.
از جمله چیزهایی که به داوود آموزش داده شد، توانایی ساختن زره بود. اشاره قرآنی به «حکمت» داوود توسط مفسران کلاسیک گاهی به عنوان موهبت نبوت تبیین شده‌است. قرآن همچنین داوود و عیسی را با اصرار بر این که هر دو بنی اسرائیل را که ایمان نیاوردند لعنت کردند، به هم متصل می‌کند. علاوه بر این، طبق قرآن، به داوود توانایی تشخیص حق و باطل هنگام اجرای عدالت داده شد (فصل الخطاب). علاوه بر این، اشاره ای به آزمایشی وجود دارد که در مورد داوود انجام شد، که در آن او دعا کرد و توبه کرد و خدا او را بخشید. سوره صاد (سوره ۳۸ قرآن) را «سوره داوود» نیز می‌نامند مفسران توضیح می‌دهند که چون داوود هنگام درخواست آمرزش از خداوند سجده کرد، به محمد دستور داده شد که از او تقلید کند و هنگام خواندن این سوره سجده کند.

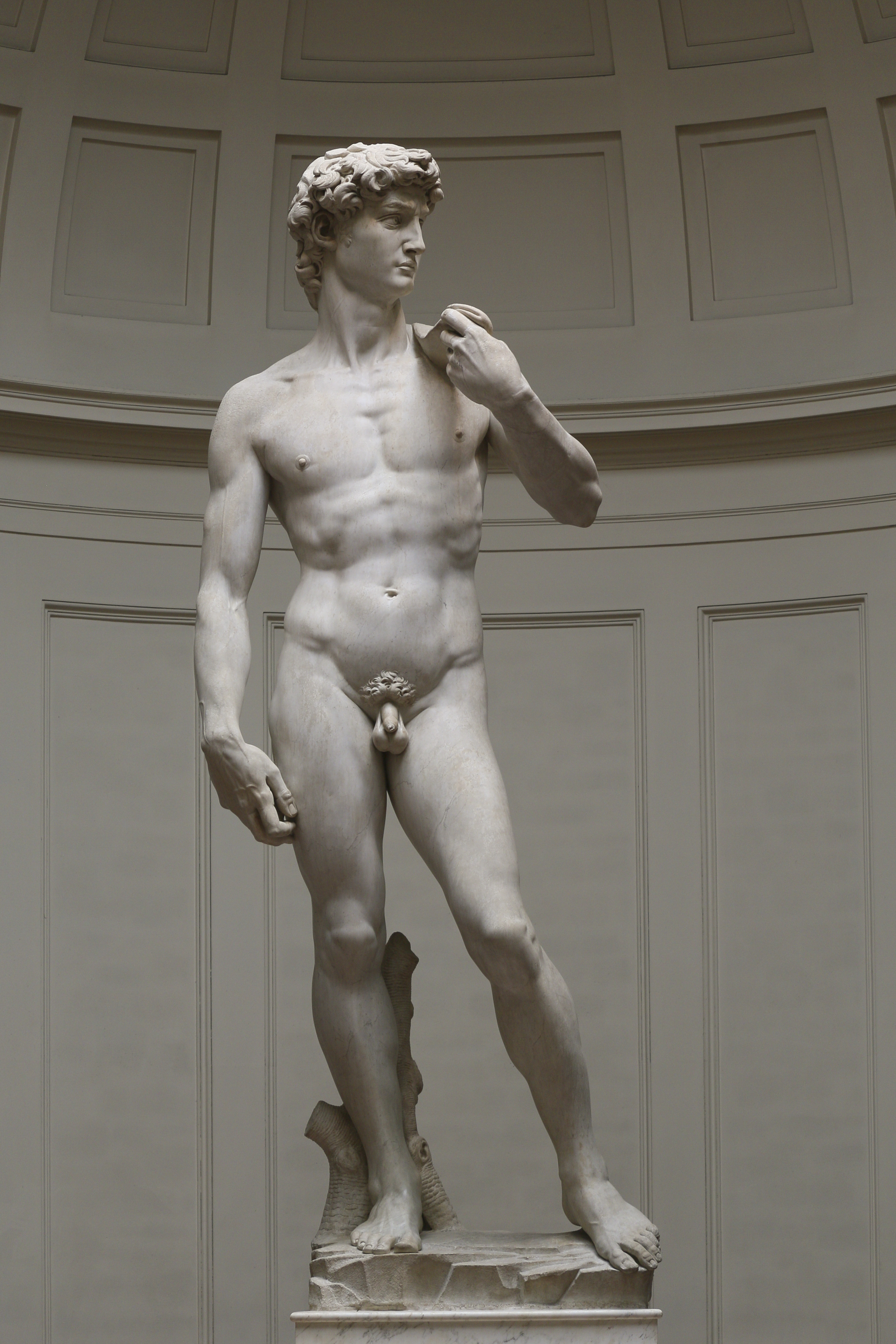
تندیس داوود اثر میکل‌آنژ، از مهم‌ترین شاهکارهای هنر رنسانس

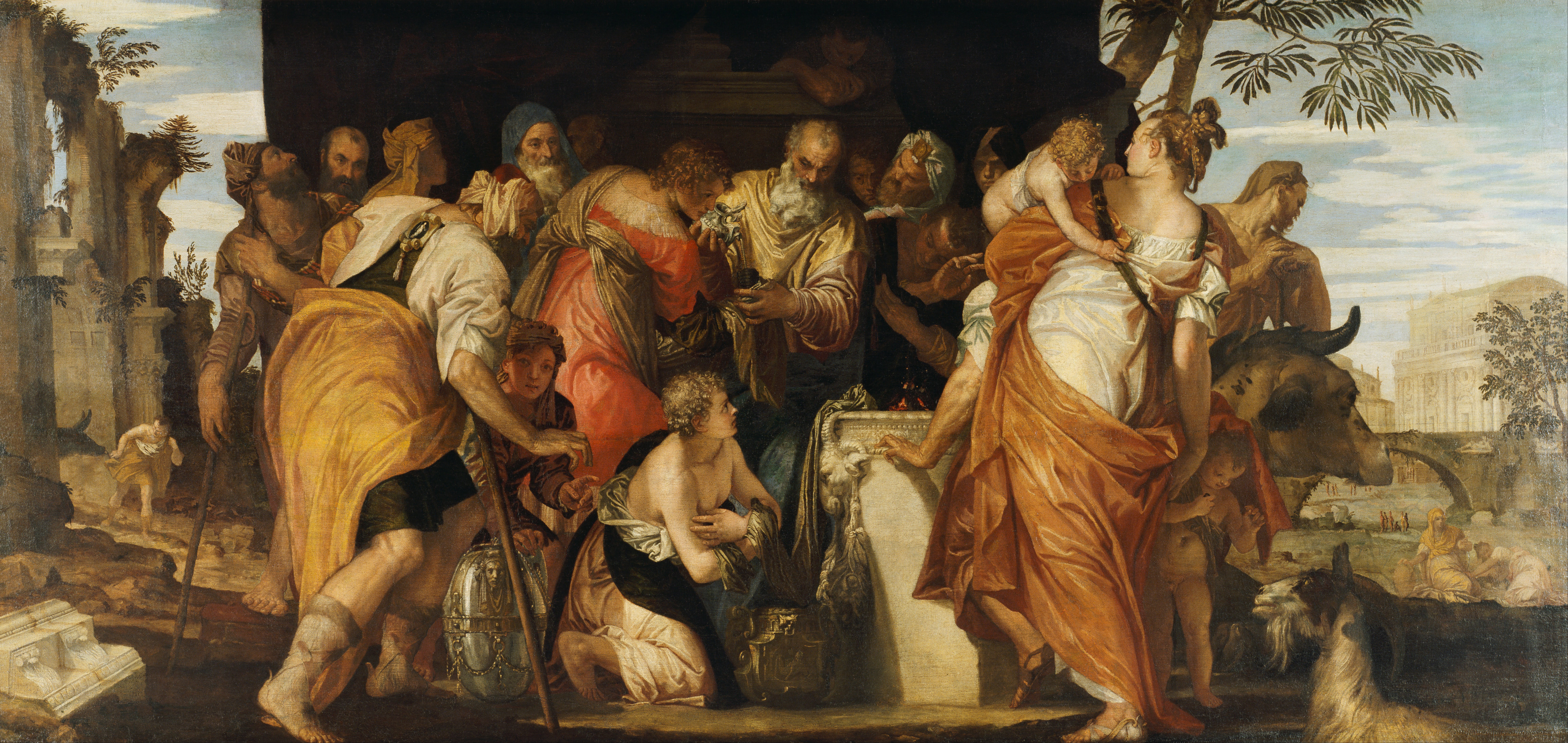
مسح‌شدن داوود توسط سموئیل

## اهمیت مذهبی
داوود یکی از معدود پیامبرانی است که به سلطنت رسید. در حالی که سایر انبیا در زمان پادشاهان موعظه می‌کردند، داوود در زمان خود پادشاه بود؛ بنابراین، او وظیفه بسیار بزرگی را بر عهده گرفت، تا اطمینان حاصل کند که مردم اسرائیل نه تنها از نظر روحی تحت کنترل هستند، بلکه خود کشور نیز قوی باقی بماند. جایگاه او به عنوان رهبر و پیامبر نزد همه مسلمانان به عنوان مقام بسیار عالی مورد احترام است. شخصیت داوود، همراه با پسر نبوی او، سلیمان، نماد مردمی هستند که به عدالت بر سرزمین خود حکومت کردند. خداوند مرتباً در قرآن از مقام والای داوود به عنوان پیامبر و رسول یاد می‌کند. او اغلب در کنار سایر پیامبران ذکر می‌شود تا بر بزرگی او تأکید شود؛ مثلاً خداوند می‌فرماید:
و اسحاق و یعقوب را به او دادیم و آنان را هدایت کردیم، همان گونه که نوح را پیش از آنان و از فرزندانش داوود و سلیمان و ایوب و یوسف و موسی و هارون را هدایت کردیم. اینچنین ما کسانی را که پیشوا و نیکوکار هستند پاداش می‌دهیم.
- قرآن ۶:۸۴

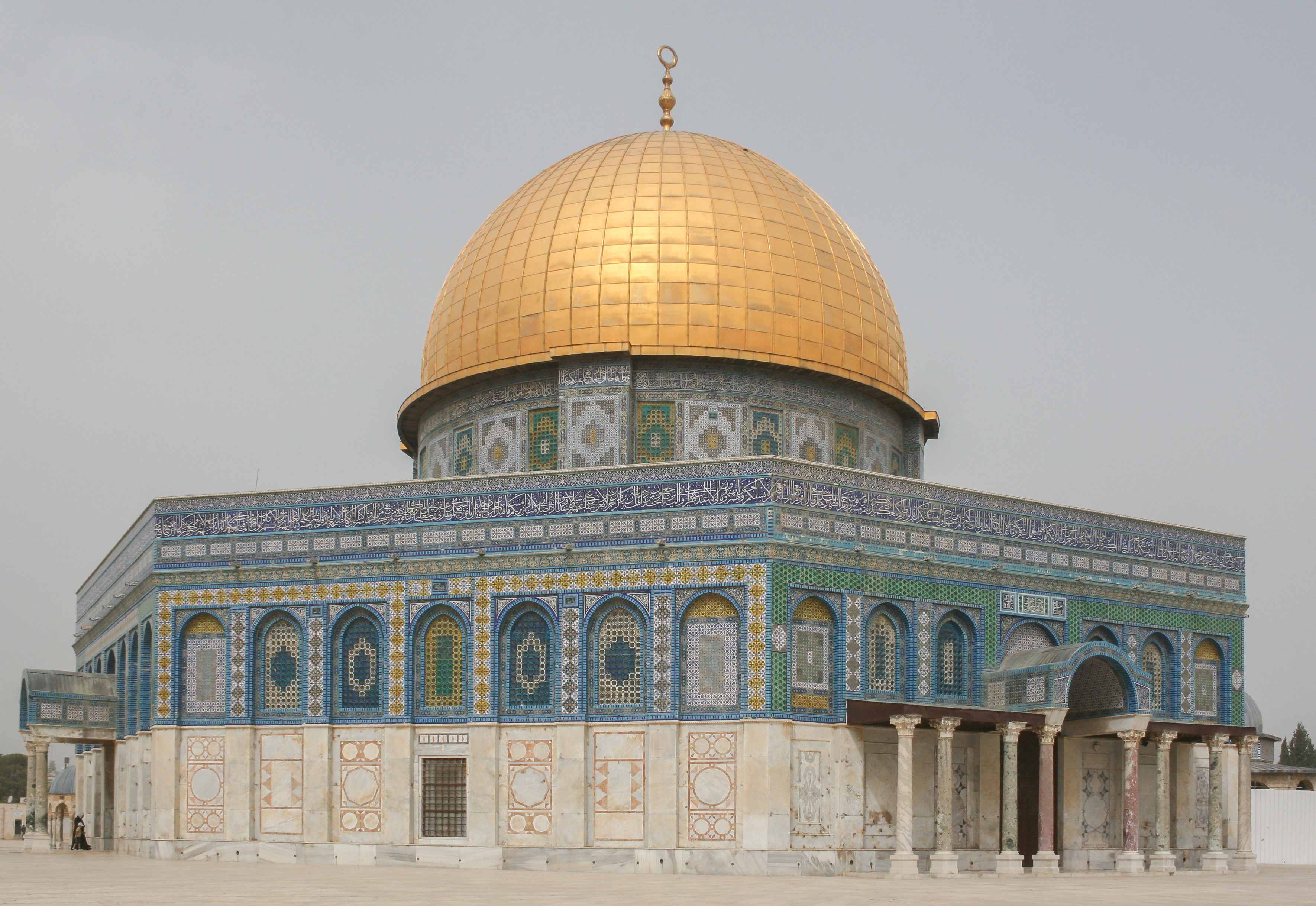
قبةالصخره در بخش قدیمی اورشلیم

هنگامی که خلیفه عمر از بیت‌المقدس (اورشلیم) دیدن کرد، پدر سوفرونیوس او را در کوه معبد همراهی کرد، این در حالی که او به دنبال محراب داوود (طاقچه نماز داوود) بود تا نماز بخواند. مفسران بعدی این مکان را با برج داوود شناسایی کردند.
از عبدالله بن عمرو بن العاص روایت شده‌است که رسول خدا به من فرمود: محبوب‌ترین نماز نزد خداوند دعای داوود است و محبوب‌ترین روزه‌ها نزد خدا روزه داوود است و نیمی از شب را می‌خوابید. سپس ثلث شب را بخواند و ششم آن را بخوابد و روزه‌های متناوب را روزه بگیرد» (به نقل از صحیح بخاری)
زبور کتاب مقدسی است که خداوند به داوود نسبت داده‌است، همان‌طور که موسی تورات را دریافت کرد، عیسی انجیل و محمد قرآن را دریافت کرد. در کتاب مقدس عبری فعلی، زبور به نام مزامیر شناخته می‌شود. با این حال، مانند سایر متون مقدس گذشته، اعتقاد بر این است که مزامیر در طول زمان تحریف شده‌است و برخی از پیام‌های اصلی اکنون از بین رفته‌است. با این وجود، به مسلمانان گفته می‌شود که با مزامیر حاضر با احترام فراوان رفتار کنند، زیرا در شکل اصلی خود، کتاب الهام‌شده خداوند نیز بودند. قرآن می‌فرماید:
پروردگارت هر چه را در آسمانها و زمین است می‌داند. برخی از پیامبران را بر برخی دیگر برتری دادیم و به داوود کتاب زبور را دادیم.